# Jürgen Wentorf
Jürgen Wentorf is een Duits zanger en liedschrijver. Als zanger bracht hij in de jaren zestig enkele Duitse schlagernummers uit. Als liedschrijver richtte hij zich op meer genres.

## Biografie
Medio jaren zestig bracht Wentorf enkele Duitstalige schlagers voort via het label Hiltton (Hilt-Ton) van Emil Hilt. Als liedschrijver is alleen werk uit die jaren bekend; als geluidstechnicus bleef hij nog tot in de jaren negentig actief in de muziekindustrie.
In de jaren zestig schreef hij aan nummers van Giorgio Moroder. Moroder is vooral bekend geworden als disco-pionier en bracht in die tijd zowel Duits- als Engelstalige muziek uit. Werk waar Wentorf aan schreef was bijvoorbeeld Loose, Glaub an mich (Believe in me) en (Full) Stop, alle drie uit 1966. De laatste werd nog gecoverd door The Cats als Full stop op hun debuutelpee Cats as cats can (1967). Verder schreef hij mee aan enkele andere nummers van Moroder die niet op een A-kant van een single terechtkwamen.
Ook schreef hij muziek die door andere artiesten werd uitgebracht. Zo werkte hij bijvoorbeeld aan Es kam wie der Blitz (1966) van Michael Holm, Baby courréges van Rock Romance en Reggae-Reggae (1969) van The Reggaes.

## Discografie
Wentorf bracht de volgende singles uit:
- 1966: Du alter Geizhals / Wir fahren nicht nach Liverpool
- 1966: Silbergrau / Seit meiner Kinderzeit